# Stereotype (EP)
Stereotype (được cách điệu bằng cách viết hoa tất cả chữ cái) là mini-album đầu tay của nhóm nhạc nữ Hàn Quốc STAYC, được High Up Entertainment phát hành vào ngày 6 tháng 9 năm 2021.

## Sáng tác
Stereotype bao gồm 4 bài hát. Bài hát chủ đề mang thông điệp không nên đánh giá con người qua vẻ bề ngoài mà nên tôn trọng "những màu sắc và yếu tố khác nhau làm nên con người họ". Các bài hát còn lại bao gồm "I'll Be There", một bài hát "nói về nỗi đau của việc chia tay", "Slow Down", một bài hát tropical house, và "Complex", một bài hát "kết hợp tiết tấu nhịp nhàng với giai điệu bắt tai".

## Phát hành
Ngày 4 tháng 8 năm 2021, High Up Entertainment công bố STAYC sẽ phát hành mini-album đầu tay của mình vào đầu tháng 9. Ngày 15 tháng 8, album được công bố là có tiêu đề Stereotype. Album và video âm nhạc cho bài hát chủ đề được phát hành đồng thời vào ngày 6 tháng 9.

## Đón nhận
Stereotype bán được 114.000 bản trong tuần đầu tiên kể từ khi được phát hành. Album lọt vào bảng xếp hạng Gaon Album Chart ở vị trí thứ 2.

## Danh sách bài hát
Tất cả bài hát được sáng tác bởi Black Eyed Pilseung và Jeon Goon, và được phối khí bởi Rado.
| Stereotype track listing | Stereotype track listing | Stereotype track listing |
| STT                      | Nhan đề                  | Thời lượng               |
| ------------------------ | ------------------------ | ------------------------ |
| 1.                       | "Stereotype" (색안경)    | 3:11                     |
| 2.                       | "I'll Be There"          | 3:09                     |
| 3.                       | "Slow Down"              | 3:10                     |
| 4.                       | "Complex"                | 3:06                     |
| Tổng thời lượng:         | Tổng thời lượng:         | 12:56                    |

Ghi chú
- Tên tất cả bài hát được cách điệu bằng cách viết hoa tất cả chữ cái.

## Bảng xếp hạng
| Bảng xếp hạng (2021)    | Thứ hạng cao nhất |
| ----------------------- | ----------------- |
| Album Nhật Bản (Oricon) | 25                |
| Album Hàn Quốc (Gaon)   | 2                 |

## Lịch sử phát hành
| Khu vực       | Ngày               | Định dạng          | Hãng đĩa      |
| ------------- | ------------------ | ------------------ | ------------- |
| Nhiều khu vực | 6 tháng 9 năm 2021 | Tải nhạc số stream | High Up Kakao |
| Hàn Quốc      | 6 tháng 9 năm 2021 | CD                 | High Up Kakao |